# Autómata de gas en celosía

Simulación HPP del flujo de gas. Los tonos de gris de los píxeles individuales son proporcionales a la densidad de partículas de gas (entre 0 y 4) en ese píxel. El gas está envuelto por una cubierta de células huecas que actúan como reflectores para crear un espacio cerrado.

Los autómatas de gas en celosía (LGCA), o autómatas celulares de gas en celosía, son un tipo de autómata celular utilizado para simular flujos de fluidos, iniciado por Hardy–Pomeau–de Pazzis y Uriel Frisch – Brosl Hasslacher – Pomeau. Fueron los precursores de los métodos de Boltzmann reticular o en celosía. A partir de los autómatas de gases en celosía, es posible derivar las ecuaciones macroscópicas de Navier-Stokes. El interés por los métodos de autómatas de gases en celosía se estabilizó a principios de los años noventa, a medida que aumentaba el interés por la celosía de Boltzmann. Sin embargo, una variante de LGCA, denominada BIO-LGCA, se sigue utilizando ampliamente para modelar la migración colectiva en biología.

## Principios básicos
Como autómata celular, estos modelos comprenden una red, donde los sitios de la red pueden adoptar un número determinado de estados diferentes. En el gas reticular, los distintos estados son partículas con velocidades determinadas. La evolución de la simulación se realiza en pasos de tiempo discretos. Después de cada paso de tiempo, el estado en un sitio determinado puede determinarse por el estado del propio sitio y de los sitios vecinos, «antes» del paso de tiempo.
El estado en cada sitio es puramente booleano. En un sitio dado, «hay» o «no hay» una partícula moviéndose en cada dirección.
En cada paso de tiempo, se llevan a cabo dos procesos: propagación y colisión.
En el paso de propagación, cada partícula se moverá a un sitio vecino determinado por la velocidad que tenía esa partícula. Salvo que se produzca una colisión, una partícula con una velocidad ascendente mantendrá esa velocidad tras el paso de tiempo, pero se moverá al sitio vecino situado encima del sitio original. El llamado principio de exclusión impide que dos o más partículas viajen por el mismo enlace en la misma dirección.
En el paso de colisión, se utilizan reglas de colisión para determinar qué ocurre si varias partículas llegan al mismo sitio. Estas reglas de colisión son necesarias para mantener la conservación de la masa y la conservar el momento total; el modelo de autómata celular de bloque puede utilizarse para cumplir estas leyes de conservación. Tenga en cuenta que el principio de exclusión no impide que dos partículas viajen por el mismo enlace en direcciones «opuestas»; cuando esto ocurre, las dos partículas se cruzan sin colisionar.

## Primeros intentos con una red cuadrada

Demostración a pequeña escala del modelo HPP con red cuadrada.

En artículos publicados en 1973 y 1976, Jean Hardy, Yves Pomeau y Olivier de Pazzis introdujeron el primer modelo de Boltzmann en red, denominado modelo HPP en honor a sus autores. El modelo HPP es un modelo bidimensional de interacciones entre partículas fluidas. En este modelo, la red es cuadrada y las partículas se desplazan de forma independiente a una velocidad unitaria en un tiempo discreto. Las partículas pueden moverse a cualquiera de los cuatro sitios cuyas celdas comparten un borde común. Las partículas no pueden moverse en diagonal.
Si dos partículas chocan de frente, por ejemplo, una partícula que se mueve hacia la izquierda se encuentra con una partícula que se mueve hacia la derecha, el resultado será que las dos partículas abandonarán el sitio en ángulo recto con respecto a la dirección en la que llegaron.
El modelo HPP carecía de invarianza rotacional, lo que hacía que el modelo fuera altamente anisotrópico. Esto significa, por ejemplo, que los vórtices producidos por el modelo HPP son de forma cuadrada.

## Cuadrículas hexagonales
El modelo de cuadrícula hexagonal fue introducido por primera vez en 1986, en un artículo de Uriel Frisch, Brosl Hasslacher y Pomeau, y se ha dado a conocer como el modelo FHP, por las iniciales de sus inventores. El modelo tiene seis o siete velocidades, dependiendo de la variante que se utilice. En cualquier caso, seis de las velocidades representan el movimiento hacia cada uno de los sitios vecinos. En algunos modelos (denominados FHP-II y FHP-III), se introduce una séptima velocidad que representa las partículas «en reposo». Las partículas «en reposo» no se propagan a los sitios vecinos, pero son capaces de colisionar con otras partículas. El modelo FHP-III permite todas las colisiones posibles que conservan la densidad y el momento. Al aumentar el número de colisiones, aumenta el número de Reynolds, por lo que los modelos FHP-II y FHP-III pueden simular flujos menos viscosos que el modelo FHP-I de seis velocidades.
La sencilla regla de actualización del modelo FHP se desarrolla en dos etapas, elegidas para conservar el número de partículas y el momento. La primera es el manejo de colisiones. Las reglas de colisión en el modelo FHP no son determinísticas, algunas situaciones de entrada producen dos resultados posibles y, cuando esto ocurre, se elige uno de ellos al azar. Dado que la generación de números aleatorios no es posible mediante medios completamente computacionales, se suele elegir un proceso pseudoaleatorio.
Tras la fase de colisión, se considera que una partícula en un enlace abandona el sitio. Si un sitio tiene dos partículas que se acercan de frente, se dispersan. Se elige al azar entre las dos posibles direcciones de salida que conservan el momento.
La red hexagonal no sufre problemas de anisotropía tan graves como los que afectan al modelo de red cuadrada HPP, un hecho afortunado que no es del todo obvio y que llevó a Frisch a comentar que «los dioses de la simetría son benevolentes».

## Tres dimensiones
Para una red tridimensional, el único politopo regular que llena todo el espacio es el cubo, mientras que los únicos politopos regulares con un grupo de simetría suficientemente grande son el dodecaedro y el icosaedro (sin la segunda restricción, el modelo sufriría los mismos inconvenientes que el modelo HPP). Por lo tanto, para crear un modelo que aborde las tres dimensiones es necesario aumentar el número de dimensiones, como en el modelo de 1986 de D'Humières, Lallemand y Frisch, que empleaba un modelo de hipercubo centrado en las caras.

## Obtención de cantidades macroscópicas
La densidad en un sitio se puede hallar contando el número de partículas en cada sitio. Si las partículas se multiplican por la velocidad unitaria antes de sumarse, se puede obtener el momento en el sitio.
Sin embargo, el cálculo de la densidad, el momento y la velocidad para sitios individuales está sujeto a una gran cantidad de ruido y, en la práctica, se promediaría una región más grande para obtener resultados más razonables. El promedio del conjunto se utiliza a menudo para reducir aún más el ruido estadístico.

## Ventajas y desventajas
Las principales ventajas del modelo de gas reticular son que los estados booleanos significan que habrá un cálculo exacto sin ningún error de redondeo debido a la precisión de coma flotante, y que el sistema de autómatas celulares permite ejecutar simulaciones de autómatas de gas reticular con computación paralela.
Las desventajas del método de gas reticular incluyen la falta de invarianza galileana y el ruido estadístico. Otro problema es la dificultad de ampliar el modelo para manejar problemas tridimensionales, lo que requiere el uso de más dimensiones para mantener una red suficientemente simétrica para abordar estas cuestiones.

## Como modelo en biología
Los autómatas celulares de gas reticular se han adaptado y siguen utilizándose ampliamente para modelar la migración colectiva en biología. Debido a la naturaleza activa de los agentes biológicos, así como a los entornos viscosos en los que viven las células, no es necesario conservar el momento. Además, los agentes pueden morir o reproducirse, por lo que también puede faltar la conservación de la masa. Durante la fase de colisión, las partículas se reorientan de forma estocástica siguiendo una distribución de Boltzmann, simulando la interacción local entre individuos.